# Ваньо Теодор
Теодо́р Ваньо (1880, Буськ — бл. 1959, Жовква) — український галицький громадсько-політичний діяч. Начальник Харчового Уряду ЗУНР. Посол до Галицького крайового сейму.

## Життєпис
Народився 1880 року у місті Буську (нині Львівської області, Україна) в родині міщанина-рільника.

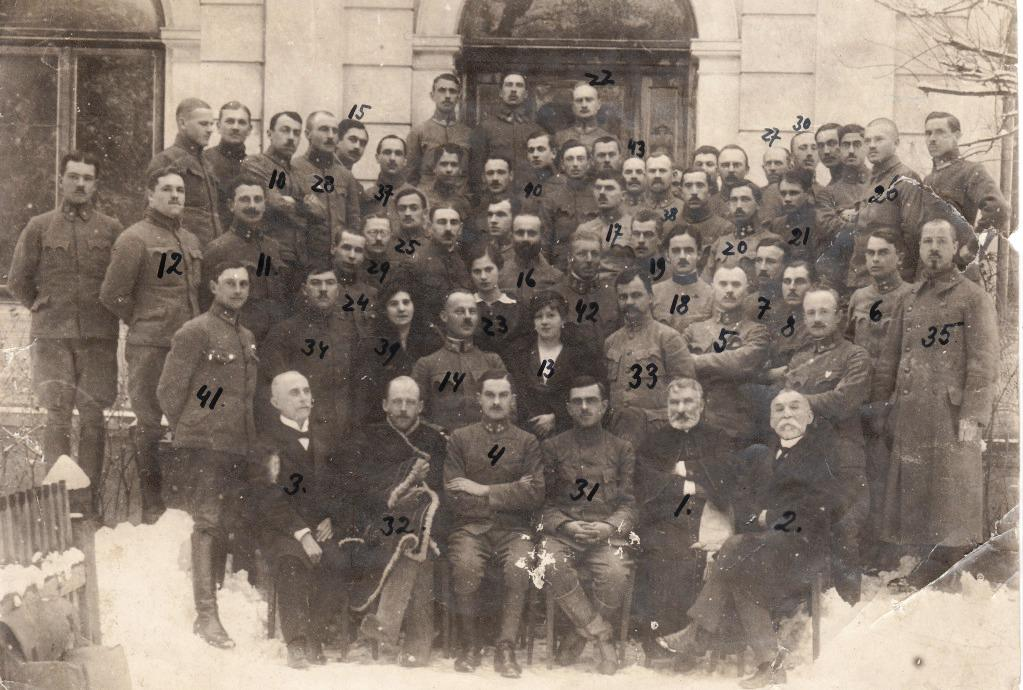
Діячі ЗУНР у Золочівському повіті, 1919. Цифрами на фото позначені: 1. о. Стефан Юрик 2. Михайло Балтарович 3. Гнат Дзерович 4. Ілля Цьокан 5. Теодор Ваньо 6. Пор. Юрій Жмур 7. Йосафат Фешур; між 6 і 8 Василь Пачовський 10. Пор. Мирон Дольницький 11. Олександр Малиновський 12. Петро Вовк 14.от. Северин Лещій 16. сот. Мирослав Янович 18. Кравс 19. Рудольф Фірер 23. Скобельська Анна 24. Пор. Теодор Дацків 25. Білач 26. Василь Сірко 27 Михайло Павлюк 29. сот. Іван Сітницький 30. Ольшанецький 31. Олександр Шаповал 32. Микола Какурін 33. Григорій Сиротенко 42. Гребенц. Зліва від № 40 Парнас Яків

Навчався в школі Буська, Золочівській гімназії, на факультеті Львівського університету. Доктор права Віденського університету.

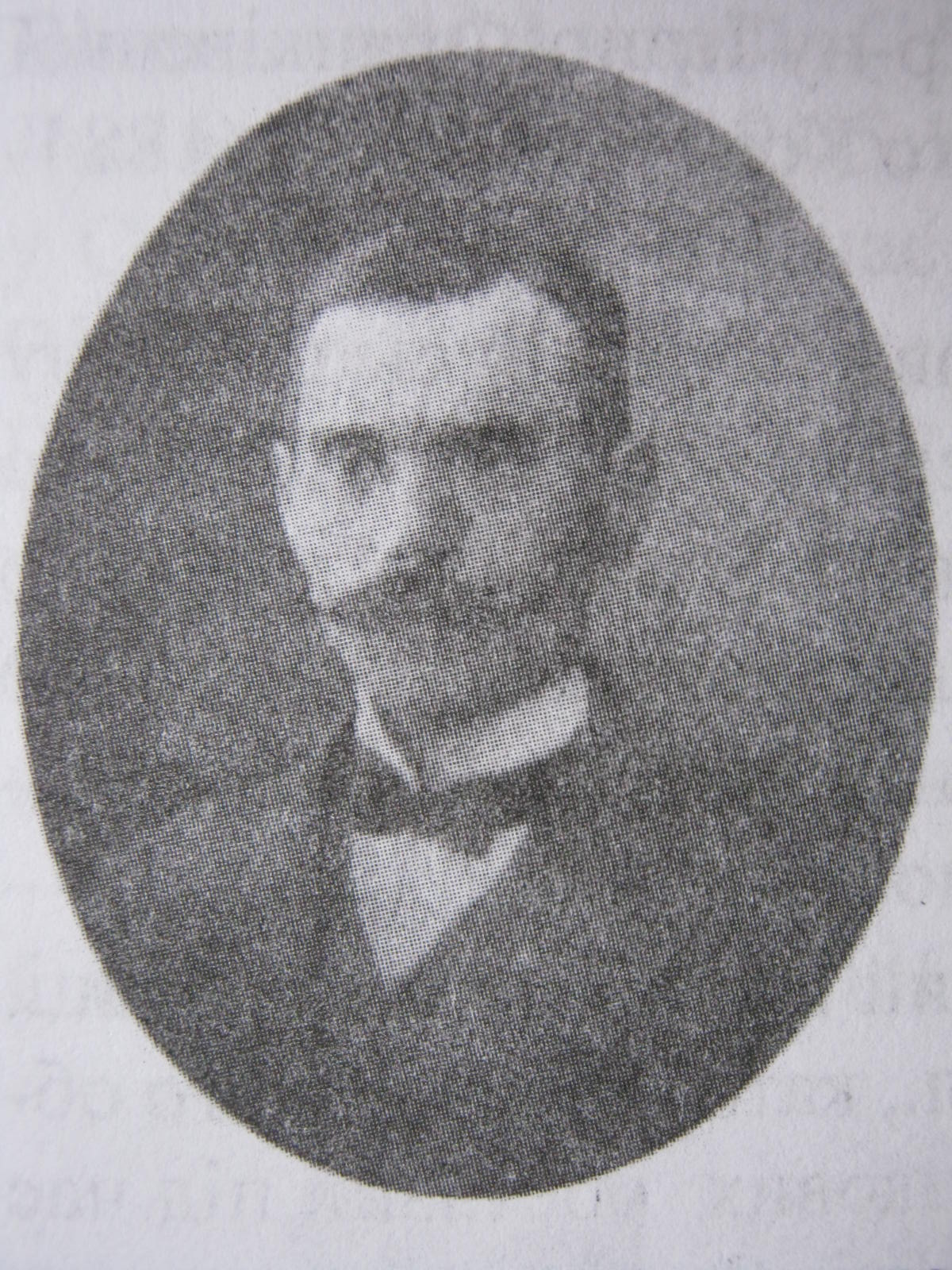
Ваньо Теодор

Адвокат у Сколе в 1910—1913. Заснував разом з Євгеном Петрушевичем Українську торговельну спілку «Єдність». Крайовий адвокат у Золочеві з перервами із 1910 по 1921 рік, голова філії товариства «Сільський Господар» там само. Діяч УНДП, посол до Галицького крайового сейму (1913—1914).
У роки Першої світової війни мобілізований, служив у Чехії. Арештований і засуджений до розстрілу за політичними мотивами. Після перегляду помилуваний, понижений у званні, демобілізований.
Після Листопадового чину обраний заступником Михайла Балтаровича, повітового комісара ЗУНР у Золочеві. Член комісій УНРади ЗУНР. Як начальник Харчового Уряду ЗУНР (січень — травень 1919) налагодив безперебійне постачання харчування для бійців УГА та найбідніших мешканців міст.
Учасник Надзвичайного з'їзду УНДП у Станиславові 1919 р. Урядовець Міністерства господарства УНР у Кам'янці. Заарештований жандармами, привезений до Золочева. Діяч УНДО. Співзасновник та голова Товариства імені Маркіяна Шашкевича у Золочеві. Видавець, редактор, автор публікацій часопису «Шашкевичівські Вісти» (Золочів, 1931).
У 1920-х роках співпрацював у «Рідній школі». Прилучився до заснування на Золочівщині товариств «Бесіда», «Родина», «Січ», «Сокіл», ощадних кас по селах, «Руської каси» у Золочеві.
Після другого радянського приходу арештований червоними спецслужбами та ув'язнений у концтаборі (1944 — друга половина 1950-х).
Помер наприкінці 1950-х років у будинку для престарілих у Жовкві на Львівщині, де й похований.